# غنيمي هلال
محمد غنيمي هلال (1917 ـ 1968م) هو ناقد وأديب مصري، اشتُهر هلال بكتابه المؤثر «الأدب المقارن».

## سيرته
ولد في قرية سلمنت، مركز بلبيس، محافظة الشرقية، مصر. تلقى علومه حتى الثانوية في الأزهر الشريف، دخل دار العلوم، وتخرج من قسم الآداب العربية، حصل على دكتوراه الدولة في الأدب المقارن من جامعة السوربون في باريس. وهو أستاذ الأدب والنقد في دار العلوم ثم في الجامعة السودانية والأزهر ومعهد الدراسات العربية في القاهرة. كان يهتم بموضوعين من موضوعات الأدب المقارن هما: تأثير النثر العربي على النثر الفارسي خلال القرنين الخامس والسادس الهجريين، والثاني عن الفيلسوفة المصرية هيباتيا في الأدبين الفرنسي والإنجليزي. يؤكد الدكتور غنيمي هلال أن الأدب المقارن لا يعنى بدراسة ما هو فردي في الإنتاج الأدبي فحسب، بل يعنى كذلك بدراسة الأفكار الأدبية… وبالقوالب العامة التي هي من رسائل العرض الفنية.

## مؤلفاته
- الأدب المقارن.
- النقد الأدبي الحديث.
- الرومانتيكية.
- قضايا معاصرة في الأدب والنقد.
- المواقف الأدبية.[2]
- فى النقد التطبيقى والمقارن
- دراسات أدبية مقارنة
- ليلى و المجنون
- دور الادب المقارن فى توجيه دراسات الادب العربى المعاصر